# 青岛第一日本寻常高等小学校
36°04′48.5″N 120°19′18″E / 36.080139°N 120.32167°E
青岛第一日本寻常高等小学校为青岛市存在于1917年至1945年的一所日侨寻常高等小学校，后改称青岛第一日本国民学校，其旧址位于中国山东省青岛市市北区武定路29号，建于1917年，是青岛老城最有代表性的日本建筑之一。现为青岛市文物保护单位。

## 历史
1914年日军占领青岛后，因日侨人口激增，日本陆军青岛守备军司令部在原德国督署学校的校址上建立了青岛小学校，1916年7月14日成为日本文部省在外指定学校。1917年3月26日，位于花咲町（今武定路）、由建筑师小山良树、田原正义和长冈平藏联合设计、华胜公司施工的新校舍建成，原青岛小学校部分师生迁入该校舍并改名为第一青岛寻常高等小学校，原校址设立第二青岛寻常小学校。同年5月10日，第一青岛寻常高等小学校成为文部省在外指定学校。
1922年12月北洋政府收回青岛后，该校改称青岛第一日本寻常高等小学校，改由青岛日本居留民团承办。1928年日本出兵山东时日本海军陆战队曾驻扎于该校校舍。1941年，该校根据国民学校令改称青岛第一日本国民学校。
1945年日本投降后青岛第一日本国民学校解散。一些资料称创办于1946年的私立胶澳中学曾设于原第一日本小学旧址，而国立山东大学1946年复校后，因原校舍被美军占用，亦曾暂时使用该处校址，胶澳中学与国立山大争夺此处校舍互不相让，最终决定将校舍主体建筑分为两半，北半部分及礼堂为胶澳中学所使用，南半部分及德平路部分房舍为国立山大医学院与先修班校址。另有说法称1945年后青岛市立中学因原校舍无法收回而迁至此处，后该处校舍被敌伪产业管理局没收，市立中学经该局协调迁至西镇青岛学院商业学校旧址。
1949年6月2日中国人民解放军接管青岛后，青岛第一日本小学旧址被中共青岛市委接收，改为青岛市委党校、青岛市团校校址。1954年9月，自朝鲜回国的志愿军第67军军部驻扎于此，青岛党校迁至他处。1963年6月，67军接管青岛市卫戍任务，青岛市卫戍区办公机构遂与67军军部同设于武定路29号青岛第一日本小学旧址，1967年11月改称青岛市警备区。1970年3月，67军移驻淄博，新组建的青岛市警备区办公机构仍设于此处。1985年12月设立青岛市警备司令部兼青岛市警备区，该建筑为青岛市警备司令部所在地。1990年代后，警备司令部迁往他处，青岛第一日本小学旧址仍为军队所使用。2010年改为酒店至今。2005年2月5日，该建筑列入第七批青岛市文物保护单位名单。

## 建筑特色
青岛第一日本小学校舍占地广大，大门位于西侧，临今武定路，大门内即为主楼，主楼北侧为礼堂与其他附属建筑，东侧为邻近今德平路的大运动场。
主楼平面呈“匚”字形，钢筋混凝土结构，地上二层，附设阁楼。正立面朝西，呈三段式对称布局，中段体量与层高均大于两翼，一楼中央设拱门为入口，檐口中央起三角形山墙，屋顶双坡，敷设红瓦，中央为一座尖顶塔楼（现已不存在）。两翼部分檐口尽端处亦设有三角形山墙，屋顶各处设三角形老虎窗。整座建筑外立面门窗、檐口、山墙等处装饰具有哥特复兴风格。主楼内部据记载可容纳2000名学生。
位于主楼东侧的大运动场1955年改为青岛市第二体育场，已不属于武定路29号院。主楼北侧的礼堂约1960年代后曾拆除翻建，礼堂东侧紧邻的附属建筑保存至今。临武定路部分校园院墙保存至今。

## 图集
- 旧明信片中的学校主楼
- 主楼正立面
- 1928年日军第三师团在操场举行阅兵式
- 校舍建筑群与体育场，1941年
- 北侧山墙及墙面装饰
- 窗饰细节
- 内部楼梯
- 附属建筑，左侧为拆除翻建后的礼堂